# راس الحصن
راس الحصن (به عربی: راس الحصن) یک روستا در سوریه است که در ناحیه قورقینا واقع شده‌است. راس الحصن ۹۸۵ نفر جمعیت دارد.